# Canine Ceroid-Lipofuszinose
Die Canine Ceroid-Lipofuszinose (CCL) ist eine Erbkrankheit bei verschiedenen Hunderassen, welche Körperzellen, insbesondere Nervenzellen schädigt. Sie entspricht der Neuronalen Ceroid-Lipofuszinose (NCL) des Menschen und wird in der Literatur auch als NCL der Hunde bezeichnet. CCL ist unheilbar und verläuft immer tödlich.

## Pathophysiologie
Bei der CCL handelt es sich um eine Gruppe von Lysosomalen Speicherkrankheiten, die je nach Hunderasse auf verschiedenen Mutationen beruht. Sie werden alle einfach autosomal rezessiv vererbt und führen zur kontinuierlichen Einlagerung von Ceroid und Lipofuszin in die Nervenzellen, wobei das Alter bei der Erstdiagnose und die durchschnittliche Lebenserwartung in Abhängigkeit von der auslösenden Mutation variieren können. Durch die Einlagerung der Substanzen wird die Funktion der Nervenzellen beeinträchtigt, was zu einer fortschreitenden Degeneration des Nervensystems und entsprechenden neurologischen Symptomen führt.

## Klinik

### Signalement
Das Alter, in dem die Symptome der Erkrankung zuerst auffällig werden, variiert je nach Rasse zwischen etwa sechs Monaten und sechs bis sieben Jahren. Hunde der Rassen Dalmatiner und Australian Cattle Dog werden normalerweise bereits im ersten Lebensjahr vorgestellt; Chihuahuas, Zwergschnauzer und Dachsbracken zwischen zwei und vier Jahren; Labrador Retriever und Welsh Corgi normalerweise erst ab sechs Jahren. Bei English Cocker Spaniels (1,5–6) und Polski Owczarek Nizinny (0,5–4,5) variiert das Diagnosealter stark. Beim Dackel kommen zwei Formen der Erkrankung vor, die etwa im Alter von neun Monaten bzw. zwischen viereinhalb und sechseinhalb Jahren auftreten.

### Symptome
Die Symptome ergeben sich aus dem Funktionsverlust des Nervensystems, der durch die Einlagerung von Ceroid und Lipofuszin entsteht. Es kommt dabei zu funktionellen Ausfällen wie Ataxie, aber auch zu Veränderungen der Persönlichkeit wie etwa unsicherem Verhalten in vertrauter Umgebung, Demenz, Aggressivität, Desorientierung und Verlust der Stubenreinheit. Die Symptome verschlimmern sich mit der Zeit.

## Genetik und Zuchthygiene
Bisher sind alle bekannten Varianten der CCL als einfach autosomal rezessiv beschrieben. Daraus ergibt sich, dass die Elterntiere eines betroffenen Hundes sowie alle seine bereits geborenen Nachkommen der 1. Generation sicher Träger sind und zwei Drittel der klinisch gesunden Vollgeschwister befallener Welpen ebenfalls das defekte Allel tragen; sie sind somit von der Zucht auszuschließen.
Bei Rassen, für die ein Gentest vorliegt (American Bulldog, Border Collie, English Setter, Dackel (Gentest nur für die CCL beim Junghund), Tibet-Terrier), können Träger des defekten Allels identifiziert werden. Indem solche Träger nur mit Hunden verpaart werden, bei denen ein Gentest gezeigt hat, dass sie zwei gesunde Allele tragen, kann das klinische Auftreten der Krankheit in der Population vermieden werden.